# Svärta landskommun
Svärta landskommun var en tidigare kommun i Södermanlands län.

## Administrativ historik
Den 1 januari 1863, när kommunalförordningarna började tillämpas, skapades över hela riket cirka 2 500 kommuner, varav 89 städer, 8 köpingar och resten landskommuner. Då inrättades i Svärtuna socken i Rönö härad i Södermanland denna kommun. Stavningen av namnet, som tidigare kunde variera mellan Svärta och Svärtuna, fastställdes till Svärta år 1872.
1952 genomfördes den första av 1900-talets två genomgripnade kommunreformer i Sverige. Svärta bildade den då "storkommun" genom sammanläggning med den tidigare kommunen Helgona.
Svärta kommun upphörde och dess område inkorporerades i Nyköpings stad 1967.

### Kyrklig tillhörighet
I kyrkligt hänseende tillhörde kommunen Svärta församling. Den 1 januari 1952 tillkom Helgona församling.

## Geografi
Svärta landskommun omfattade den 1 januari 1952 en areal av 137,42 km², varav 133,03 km² land. Efter nymätningar och arealberäkningar färdiga den 1 januari 1961 omfattade landskommunen samma datum en areal av 136,84 km², varav 132,67 km² land.

### Tätorter i kommunen 1960
I Svärta landskommun fanns del av tätorten Oppebya, som hade 847 invånare i kommunen den 1 november 1960. Tätortsgraden i kommunen var då 35,1 procent.

## Politik

### Mandatfördelning i valen 1946-1962
| 10 | 7 | 2 | 1 |

| 18 |

| 22 | 8 | 3 | 2 |

| 32 |

| 21 | 7 | 4 | 3 |

| 30 | 5 |

| 22 | 7 | 3 | 3 |

| 30 | 5 |

| 22 | 7 | 3 | 3 |

| 30 | 5 |